# Zi de muncă
O zi de lucru reprezintă o zi în care o persoană își petrece timpul la muncă. Cele mai dese zi de lucru sunt lunea, marțea, miercurea, joia și vinerea, iar uneori și sâmbăta. Prin creștinism este interzis ca duminica să se lucreze.